# Philip Stenmalm
Philip Stenmalm (* 3. März 1992 in Växjö, Schweden) ist ein schwedischer Handballspieler.
Der 2,00 m große und 96 kg schwere linke Rückraumspieler begann mit dem Handballspiel bei Växjö HF. 2011 wechselte er in die Elitserien zu HK Drott Halmstad (Rückennr. 3). In der Saison 2012/13 wurde er Schwedischer Meister und nahm daraufhin er an der Gruppenphase der EHF Champions League 2013/14 teil. Trotz Vertrages bis 2015 wechselte er zur Saison 2014/15 in die spanische Liga ASOBAL zum Vizemeister CB Ciudad de Logroño. Im Sommer 2016 schloss er sich dem dänischen Erstligisten KIF Kolding an und in der Saison 2018/19 stand er beim französischen Verein Pays d’Aix UC unter Vertrag. Anschließend wechselte er zum polnischen Erstligisten Wisła Płock. Seit der Saison 2021/22 steht er beim schwedischen Erstligisten Ystads IF HF unter Vertrag, mit dem er 2022 und 2025 die schwedische Meisterschaft gewann und von der Liga als bester Abwehrspieler ausgezeichnet wurde.
Mit der schwedischen Junioren-Nationalmannschaft wurde Philip Stenmalm 2011 U19-Europameister und 2013 U21-Weltmeister, wo er zum Most Valuable Player gekürt wurde. In der Schwedischen A-Nationalmannschaft debütierte er am 10. Januar 2013 gegen Tschechien. Er nahm an den Olympischen Spielen 2016 in Rio de Janeiro teil. Bislang bestritt er 45 Länderspiele, in denen er 61 Tore erzielte.
Sein jüngerer Bruder Elliot (* 2002) wurde in der Saison 2021/22 Torschützenkönig in der ersten schwedischen Liga.